# Agapanthia detrita
Agapanthia detrita là một loài bọ cánh cứng trong họ Cerambycidae.